# Stephanopachys rugosus
Stephanopachys rugosus là một loài bọ cánh cứng trong họ Bostrichidae. Loài này được Olivier miêu tả khoa học năm 1795.